# Club Campo de Madrid
Le Club de Campo Villa de Madrid est un country club situé à Madrid, Espagne. Le club a été formé en 1929 et est considéré comme l'un des plus prestigieux du pays. Il dispose d'un large éventail d'installations sportives, dont deux parcours de championnat golf, des terrains de hockey, des courts de tennis et des piscines.

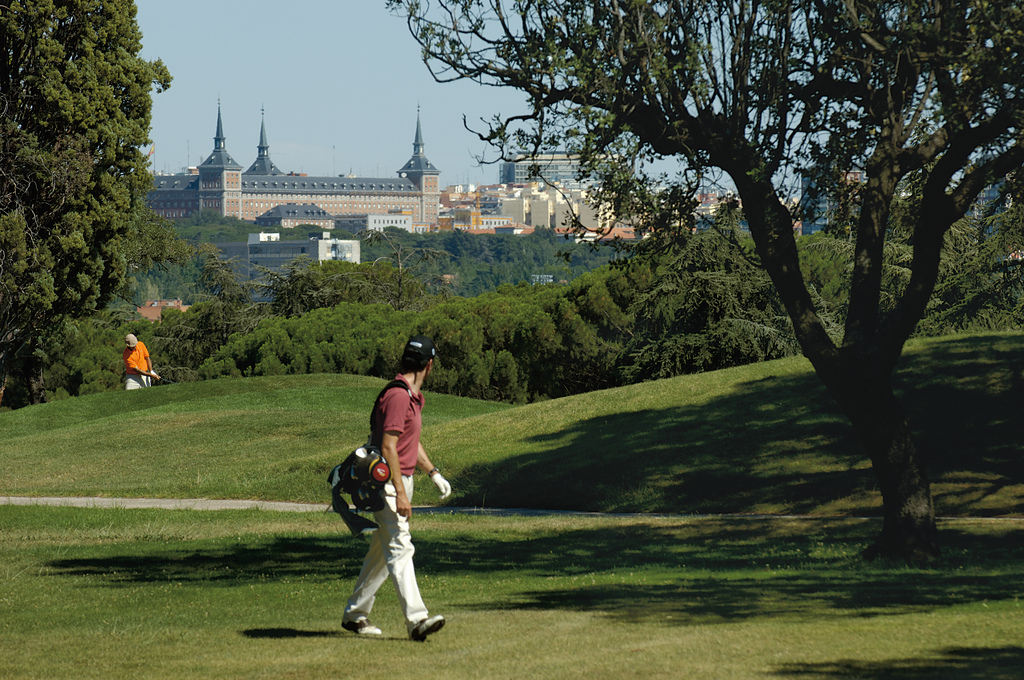
Club Campo de Madrid

## Golf
Le parcours Negro (ou Black) conçu par Javier Arana a ouvert ses portes en 1956 et a accueilli l'Open d'Espagne à de nombreuses reprises. Il a également accueilli d'anciens événements European Tour, le Madrid Masters et l'Open de Madrid,. Le parcours Amarillo (ou Jaune) a été conçu par Seve Ballesteros.
| Year | Tournament                 | Winner             |
| ---- | -------------------------- | ------------------ |
| 2019 | Mutuactivos Open de España | Jon Rahm           |
| 2008 | Madrid Masters             | Charl Schwartzel   |
| 2005 | Open de Madrid             | Raphaël Jacquelin  |
| 2004 | Open de Madrid             | Richard Sterne     |
| 2003 | Open de Madrid             | Ricardo González   |
| 2002 | Open de Madrid             | Steen Tinning      |
| 2001 | Open de Madrid             | Retief Goosen      |
| 1996 | Peugeot Spanish Open       | Pádraig Harrington |
| 1995 | Peugeot Spanish Open       | Seve Ballesteros   |
| 1994 | Peugeot Spanish Open       | Colin Montgomerie  |
| 1991 | Peugeot Spanish Open       | Eduardo Romero     |
| 1990 | Peugeot Spanish Open       | Rodger Davis       |

## Hockey
L'équipe masculine a remporté son premier titre dans la saison 2020-2021 et l'équipe féminine a le plus de titres nationaux avec 22. Le club a accueilli la Coupe du monde féminine 2006, remportée par les Pays-Bas.

### Honneurs

#### Hommes
División de Honor
- Champions (1): 2020-2021
- Vice-champions (7): 1957–1958, 1992–1993, 1995–1996, 1997–1998, 1998–1999, 1999–2000, 2000–2001, 2001–2002, 2007–2008, 2020–2021

Copa del Rey
- Champions (13): 1934, 1935, 1936, 1940, 1953, 1954, 1956, 1977, 1978, 2004, 2005, 2011, 2012

Euro Hockey League
- Vice-champions (1): 2010-2011

Coupe d'Europe de hockey sur gazon des clubs gagnants
- Champions (1): 2005

Coupe d'Europe de hockey en salle des clubs
- Vice-champions (1): 2009

Trophée d'Europe de hockey en salle des clubs
- Vice-champions (1): 2006

#### Femmes
División de Honor
- Champions (22): 1973-1974, 1974-1975, 1975-1976, 1983-1984, 1986-1987, 1987-1988, 1988-1989, 1989-1990, 1990-1991, 1991-1992, 1994-1995, 2003-2004, 2006-2007, 2008-2009, 2009-2010, 2010-2011, 2011-2012, 2013-2014, 2014-2015, 2016-2017, 2018-2019, 2020-2021
- Vice-champions (1): 2021-2022

Copa de la Reina
- Champions (17): 1983–1984, 1984–1985, 1985–1986, 1986–1987, 1987–1988, 1989–1990, 1990–1991, 1991–1992, 1993–1994, 1994–1995, 1996–1997, 2000–2001, 2001–2002, 2005–2006, 2009–2010, 2014–2015, 2021–2022

Euro Hockey League féminin
- Vice-champions (1): 2021

Coupe d'Europe féminine de hockey sur gazon des clubs champions
- Vice-champions (1): 2008

Trophée d'Europe féminin de hockey sur gazon des clubs
- Champions (1): 2019
- Vice-champions (2): 1989, 2017

Coupe d'Europe de hockey sur gazon des clubs gagnants
- Champions (1): 2007
- Vice-champions (1): 2009

Coupe d'Europe de hockey en salle
- Vice-champions (7): 2008, 2010, 2013, 2014, 2015, 2016, 2018

Coupe d'Europe féminine de hockey en salle des clubs champions
- Champions (1): 2005

## Tennis
Le club a accueilli la finale de la Fed Cup 2008, lorsque la Russie a battu l'Espagne 4-0.